# 센테모돈
센테모돈(학명:Centemodon sulcatus)은 악어목 파토사우루스과에 속하는 악어이다. 지금은 멸종된 악어로 몸길이가 4~7m인 거대한 악어에 속한다.

## 특징
센테모돈은 다른 피토사우루스과의 악어들처럼 부분적으로 확장된 두개골과 골반뼈를 가진 것이 특징이다. 앞다리에 비해 뒷다리가 더 길며 수중에서의 수영에 적합하도록 발이 물갈퀴처럼 변하여 보다 편리한 유영을 할 수가 있도록 도와주는 역할을 하였다. 양턱에는 총 15~20개의 날카로운 삼각형 모양의 이빨이 나 있으며 이빨을 통해 먹이를 붙잡거나 찢어서 삼키는 용도로도 사용이 되었을 것으로 추정이 된다. 먹이로는 당대에 살았던 물고기, 갑각류와 같은 육식성의 먹이와 양치식물과 같은 채식성의 먹이까지 두루 섭이했을 잡식성의 악어로 추정하는 종이다.

## 생존시기와 서식지와 화석의 발견
센테모돈이 생존하던 시기는 중생대의 트라이아스기 후기로 지금으로부터 2억년전~1억 8000만년전에 서식했던 악어이다. 생존하던 시기에는 북아메리카를 중심으로 하는 강과 호수에서 주로 서식했던 악어가 된다. 화석의 발견은 1856년에 미국의 트라이아스기에 형성된 지층에서 미국의 고생물학자인 아이작 레아에 의해 처음으로 발굴이 되어 새롭게 명명이 된 종이다.

## 같이 보기
- 악어
- 중생대
- 트라이아스기
- 파충류
- 화석